# Josef Ströder
Josef Ströder (ur. 1912, zm. 1993) – niemiecki pediatra, w latach 1942–1944 komisaryczny dyrektor krakowskiego szpitala dla polskich dzieci przy ul. Strzeleckiej 2 oraz szpitala dla dzieci niemieckich przy ul. Kopernika 23, doktor honoris causa Uniwersytetu Jagiellońskiego.

## Dzieciństwo i młodość
Wczesne dzieciństwo spędził w niewielkiej miejscowości Mömerzheim, nieopodal Bonn. Jego stryjeczny dziadek był wykładowcą chemii na uniwersytecie. Ojciec zmarł podczas I wojny światowej, a niedługo potem zmarła jego matka. Wraz z trójką rodzeństwa wychowywali się w domu jej siostry, zamężnej z urzędnikiem. Po zakończeniu edukacji w humanistycznym Gimnazjum im. Beethovena w Bonn trafił na Uniwersytet Medyczny we Fryburgu.

## Studia i służba wojskowa
Podczas studiów medycznych należał do katolickiej korporacji odcinającej się od działalności NSDAP. Brał udział m.in. w obronie profesora Siegfrieda J. Thannhausera. Po zakończeniu studiów znalazł się w Luftwaffe, w oddziałach artylerii przeciwlotniczej. Ze względu na wcześniejszą działalność groziła mu kompania karna, ale dzięki podjętym interwencjom przeniesiony został do pracy biurowej w Ministerstwie Lotnictwa. Tam, w 1942 roku, otrzymał rozkaz wyjazdu do Krakowa celem przejęcia szpitali dziecięcych.

## Pobyt w Krakowie
Wraz z żoną Luizą, pochodzącą z Piły, przyjechał do Krakowa w marcu 1942 roku. Dyrektorem komisarycznym został na własną prośbę, na wzór profesora Ludwiga Heilmeyera, kierującego kliniką internistyczną. Zaznaczał tym tytułem, że prawowitym dyrektorem szpitala na ul. Strzeleckiej jest profesor Ksawery Lewkowicz, internowany wskutek Sonderaktion Krakau w Sachsenhausen. Na stanowisku zastąpił Johannesa Müllera, funkcjonariusza SS.
Okres urzędowania upłynął w myśl deklaracji z pierwszego zebrania z personelem szpitala:

Zostaliśmy wszyscy tu obecni, panie i panowie, koleżanki i koledzy, no i ja, skazani na wspólną pracę. Naturalnie, chętniej pracowalibyśmy z naszymi prawowitymi szefami i profesorami, ale znajdujemy się w nienormalnej, absurdalnej sytuacji wojennej. Proponuję państwu zatem, abyśmy tę klinikę uznali za obszar eksterytorialny, za wyspę pokoju. Niech tu nie będzie polskich i niemieckich pacjentów, tylko chore dzieci; niech nie będzie polskich czy niemieckich lekarzy, niech będą tylko lekarze, którzy tu wspólnie w pokoju działają. Jeśli państwo uznają i przyjmą mój pogląd na nową wspólną pracę, to na pewno w końcu zostaniemy przyjaciółmi.

Za jego wiedzą przyjmowano do leczenia dzieci żydowskie, ukrywano je w sali wykładowej, wyszukiwano rodziny zdolne do podjęcia dalszej nad nimi opieki, przygotowywano fałszywe dokumenty. Akcjami zdobywania żywności kierował dr Kazimierz Gajewski, kierownik laboratorium. Ströder umożliwiał też działanie komórki konspiracyjnej, gromadzenie broni, uruchamianie nadajników i odbiorników radiowych. Organizował spotkania i konferencje szkoleniowe z udziałem uznanych profesorów niemieckich, W. Veila z Jeny, P. Huebschmanna i W. Steppa z Düsseldorfu.
Charakter działalności przysparzał mu licznych wrogów – zarzucano mu wieloletnią niechęć do nazizmu, przyjaźń okazywaną Polakom, leczenie żydowskich dzieci. W tej sytuacji formalnie poprosił o powrót do Luftwaffe i po uzyskaniu zgody dowództwa opuścił Kraków w 1944 roku.

## Po roku 1944
Koniec wojny zastał go w Jenie. Zajmował się dziećmi więzionymi w pobliskim Buchenwaldzie. Następnie pracował w Akademickiej Klinice Dziecięcej w Düsseldorfie, a ostatecznie objął kierownictwo Katedry i Kliniki Dziecięcej Bawarskiego Uniwersytetu w Würzburgu. W Würzburgu utworzył Casa Polonica dla kształcących się tam studentów i lekarzy z Polski.
W roku 1978 został uhonorowany doktoratem honoris causa przez władze Uniwersytetu Jagiellońskiego. Otrzymał także honorowe członkostwo w Polskim Towarzystwie Pediatrycznym oraz Złoty Krzyż Zasługi.

## Twórczość
- autobiografia Oskarżony o przyjaźń z Polakami : niemiecki pediatra w okupowanym Krakowie. Kraków: Wydawnictwo Literackie, 1988. ISBN 83-08-02023-2. Brak numerów stron w książce
- ponad 300 prac naukowych, głównie z zakresu chorób zakaźnych wieku dziecięcego